# Пирамида Усеркафа
Пирамида Усеркафа — пирамида первого фараона V Династии. Располагается в Саккаре к северо-востоку от погребального комплекса Джосера. Впервые её описал и исследовал Джон Перринг в 1839 году. В 1928 году Сесил Маллаби Файрт выдвинул предположение, что эта пирамида принадлежит Усеркафу. По сравнению с пирамидами IV Династии данная пирамида сохранилась очень плохо. Возможная причина этого в том, что она была построена с применением более простых технологий строительства. Следует заметить, что тенденция к упрощению методов строительства стала наблюдаться ещё при Шепсескафе — фараоне IV Династии, чей погребальный комплекс также находится в Саккаре.

## Исследования
Карл Лепсиус включил данную пирамиду в свой список пирамид под номером XXXI и описал её. В 1831 году итальянский египтолог Орацио Марукки открыл вход в пирамиду, который располагался на северной стороне пирамиды. Единственному кому удалось исследовать и описать погребальные помещения пирамиды был Джон Перринг, который проник внутрь пирамиды в 1839 году по туннелям, созданными древними грабителями. Перринг однако не знал кому точно принадлежит эта пирамида и потому ошибочно приписал её фараону V Династии Джедкару Исеси. После исследований Перринга доступ внутрь пирамиды оказался вскоре невозможным из-за обвала стенок коридоров. В 1928 году Сесил Маллаби Файрт смог с полной уверенностью назвать строителя этой пирамиды — Усеркафа. После смерти Файрта в 1931 году пирамида некоторое время оставалась без внимания, пока её исследования не возобновил в 1948 году Жан-Филипп Лоэ. Работа Лоэ продолжалась до 1955 года. Только в 1970 году Али аль-Холи приступил к дальнейшему комплексному изучению пирамиды.
В 1991 году в результате землетрясения вход в пирамиду оказался полностью заблокирован.

## Погребальный комплекс
Усеркаф построил свой погребальный комплекс в непосредственной близости от пирамиды Джосера, и он сохраняет общую планировку сооружений, характерную для времен IV династии. В нем имеется «приветственный храм» или «храм долины», следы которого пока ещё не были обнаружены из-за серьёзного разрушения церемониальной дороги, связующей комплекс и храм. А также «заупокойный храм», расположенный рядом с пирамидой, которая сегодня уже не имеет облицовочных базальтовых плит, также, как и гранитных блоков, формирующих двери храма.
В противоположной стороне от «погребального храма», также совсем рядом с царской пирамидой, находится южная часть погребального комплекса. Она содержит служебные помещения и хранилища с алтарем и пятью часовнями. Обширный двор расположен перед самой пирамидой Усеркафа. Он окружен с трех сторон колоннадой из уложенных в столбы квадратных блоков красного асуанского гранита. На гранях этих блоков, выходящих во двор, указано имя царя. Церемониальный двор унаследовал в своих больших пропорциях традиции IV династии. В этом дворе некогда располагалась огромная гранитная голова Усеркафа. Сегодня этот памятник древнего искусства находится в музее Каира.

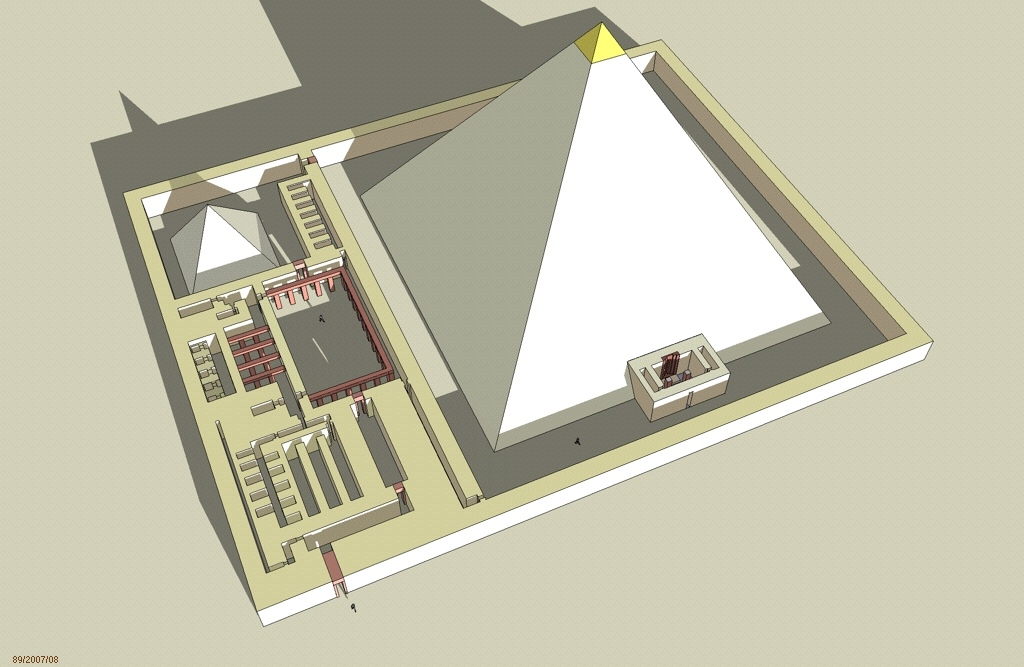
Вид погребального комплекса Усеркафа в Саккаре, выполнен на основе исследований Жана-Филиппа Лоэ и Одрана Лабрусса.
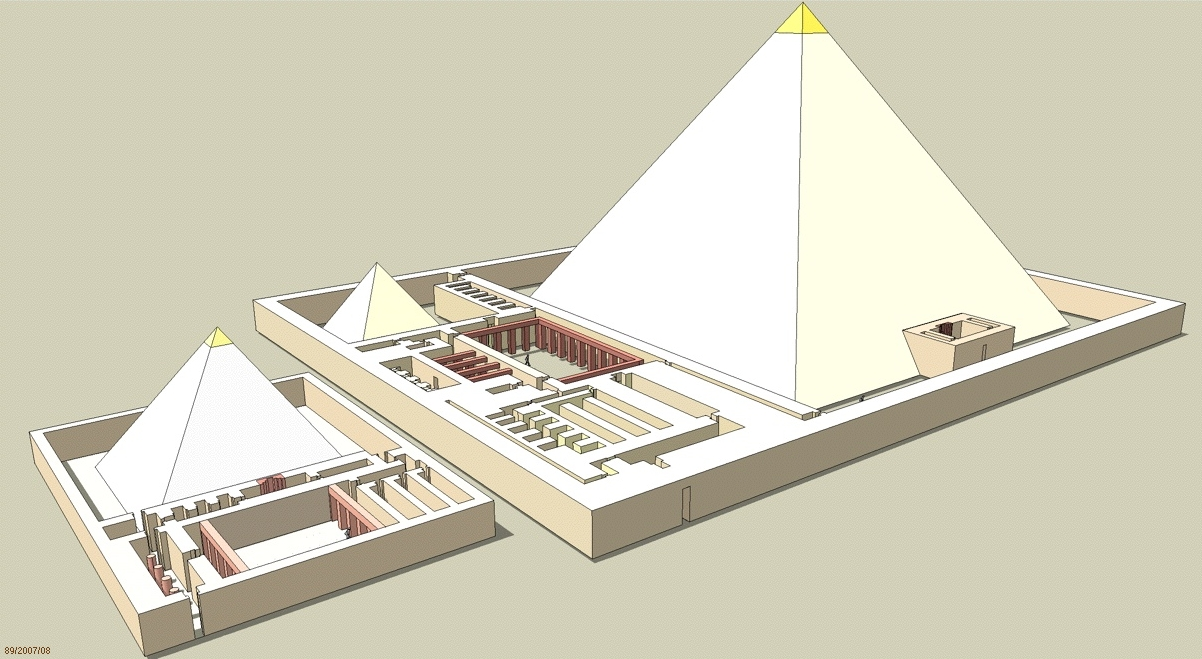
Погребальные комплексы Усеркафа и его жены Неферхетепес.
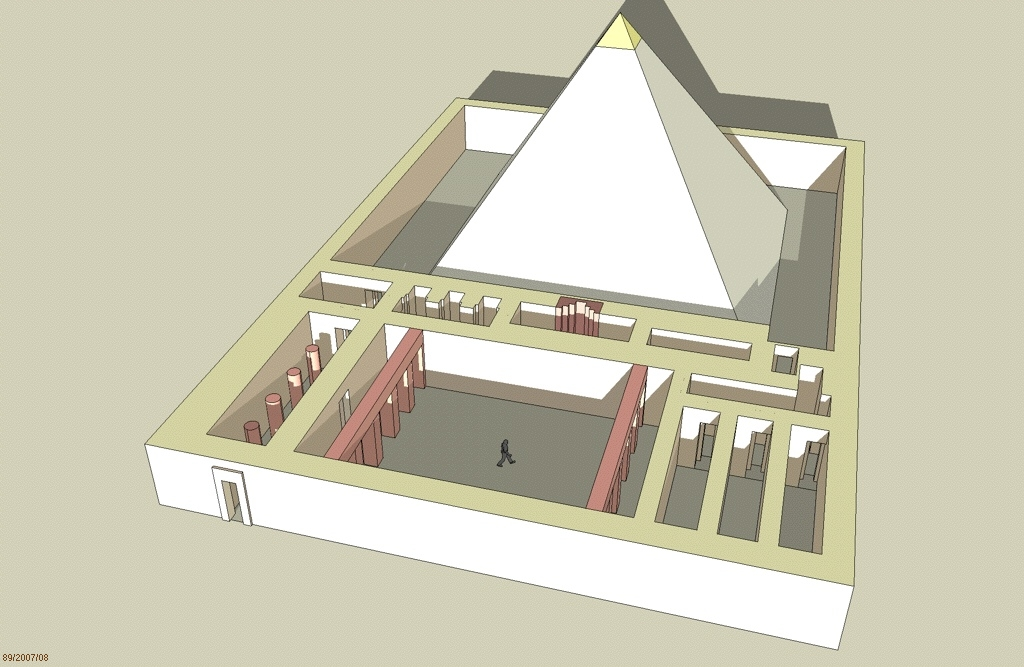
Реконструкция погребального комплекса Неферхетепес.
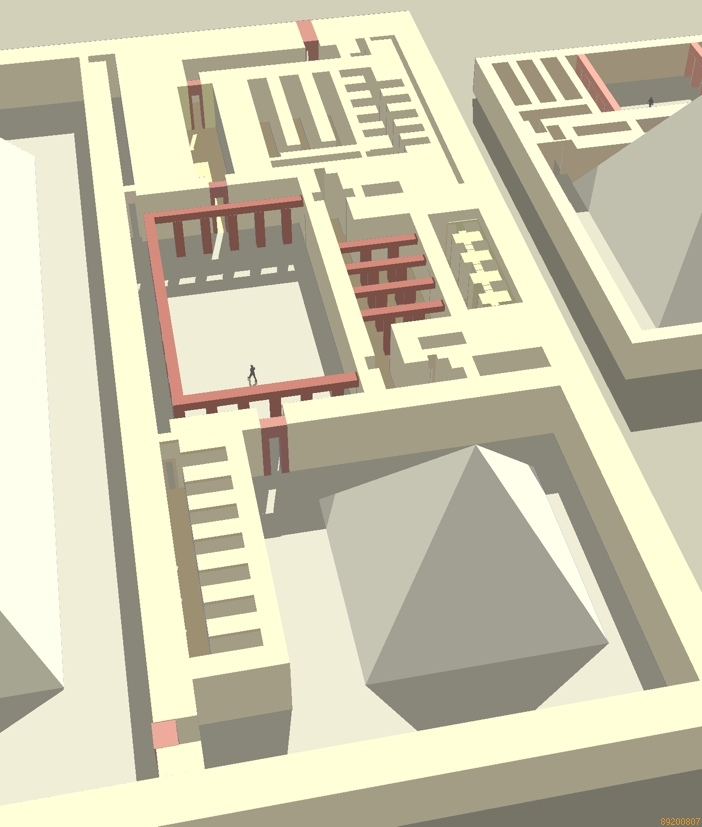
Реконструкция погребального комплекса Усеркафа. Вид на заупокойный храм.

Стены храма сложены из известняковых блоков и укреплены гранитными столбами. Храмы покрывались базальтовой облицовкой, алебастром и частично известковой побелкой. Высокое качество обработки использованных минералов при строительстве и их разнообразие должно было оказывать сильное впечатление на всех, кто видел это сооружение. Уже с Античности люди гадали, с каких каменоломен можно было привезти все эти блоки. Многочисленные следы декоративного украшения храма были выявлены в результате раскопок, проводившихся в XX веке. Сегодня эти образцы древнего творчества выставляются в каирском музее. Все они позволяют определить, каким образом украшались храмы и при следующем фараоне — Сахуре, — преемнике Усеркафа, чей погребальный храм расположен в Абусире. По древним верованиям, памятники царских захоронений украшались изысканно с изображениями символических сцен, показывающими, что царь занимал серединное место между богами и людьми.

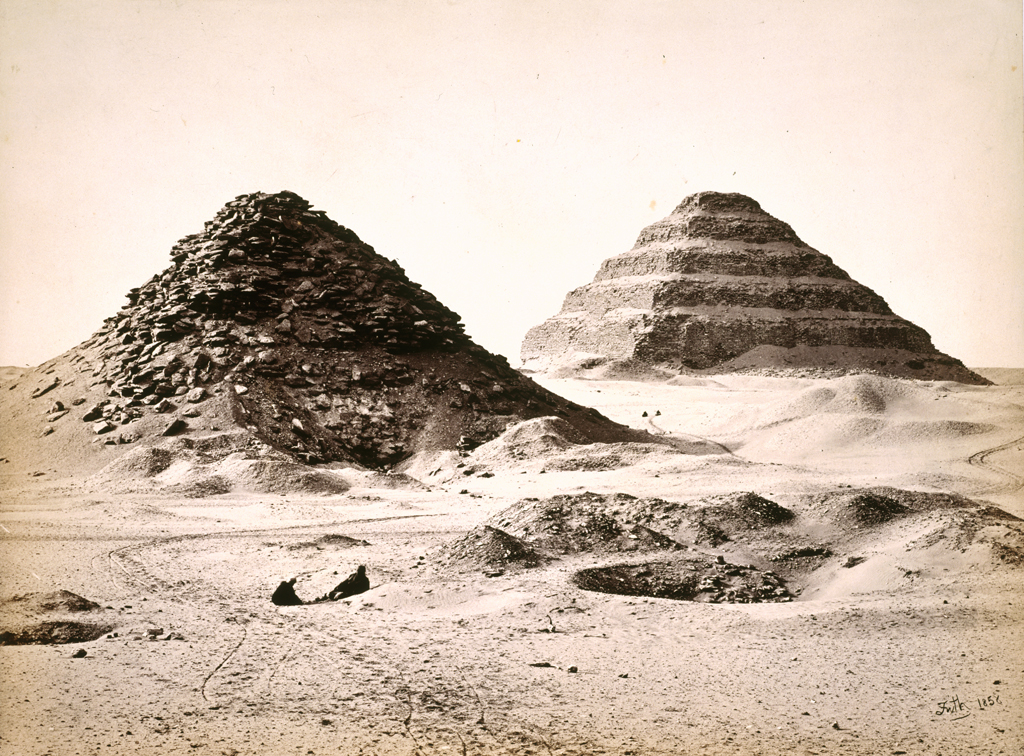
Пирамида Усеркафа в Саккаре, на заднем плане Пирамида Джосера

Египтологи неодинаково оценивают те отличия, что видны при детальном сравнении древнеегипетских традиций и расположения погребального комплекса Усеркафа. Достоверно установлено, что зодчий Усеркафа руководствовался иными мотивами. Возможно, на расположении сказалась неровность местности, где было выбрано место для пирамиды, а также то, что Усеркаф хотел отразить становление новой солнечной династии и храм, таким образом, был расположен так, чтобы получать максимум дневного света. Усеркаф был первым фараоном, соорудившим солнечный храм не в Гелиополисе (Абусир). Его преемники строили свои солнечные храмы в царском некрополе Абу Гораб, потому что солнечные сооружения не были погребальными и архитектурно не подходили Саккаре. Возможно, Усеркаф осознанно удлинил свой погребальный комплекс в направлениях север и юг, тем самым подражая комплексу Джосера, который также тянется с севера на юг и имеет удобный вход с юго-восточной стороны. Другой особенностью погребального комплекса является то, что пирамида спутница включена в его состав, что прежние правители IV династии предпочитали делать на некотором отдалении от пирамиды.
Наконец, южнее от погребального храма находится ещё одна пирамида, приписываемая Неферхетепес, дочери фараона Джедефра и, возможно, жене Усеркафа. Эта маленькая пирамида сильно разрушена временем, северная часть её кладки осыпалась, открыв для всех взоров внутренние погребальные покои. Однако видно, что погребальная комната ещё содержит первоначальный угловатый свод.
Очень сильная обветшалость комплекса Усеркафа мешает проводить научные исследования.

## Последующие изменения
Спустя 1000 лет после постройки пирамиды, Хаэмуас — царевич и сын фараона Рамсеса II, провёл реставрационные работы. Об этом говорят надписи на облицовочных камнях.

## Значение
Пирамида Усеркафа очень сильно отличается от пирамид IV Династии — она является символом перехода к менее затратному монументальному строительству. Такие пирамиды могли уже возводиться достаточно быстро — при жизни фараона. Однако мы видим, что данный метод строительства является менее надёжным и долговечным: мягкий известняк со временем стал рассыпаться, превращая пирамиды в груду обломков.

### Изображения погребального комплекса Усеркафа

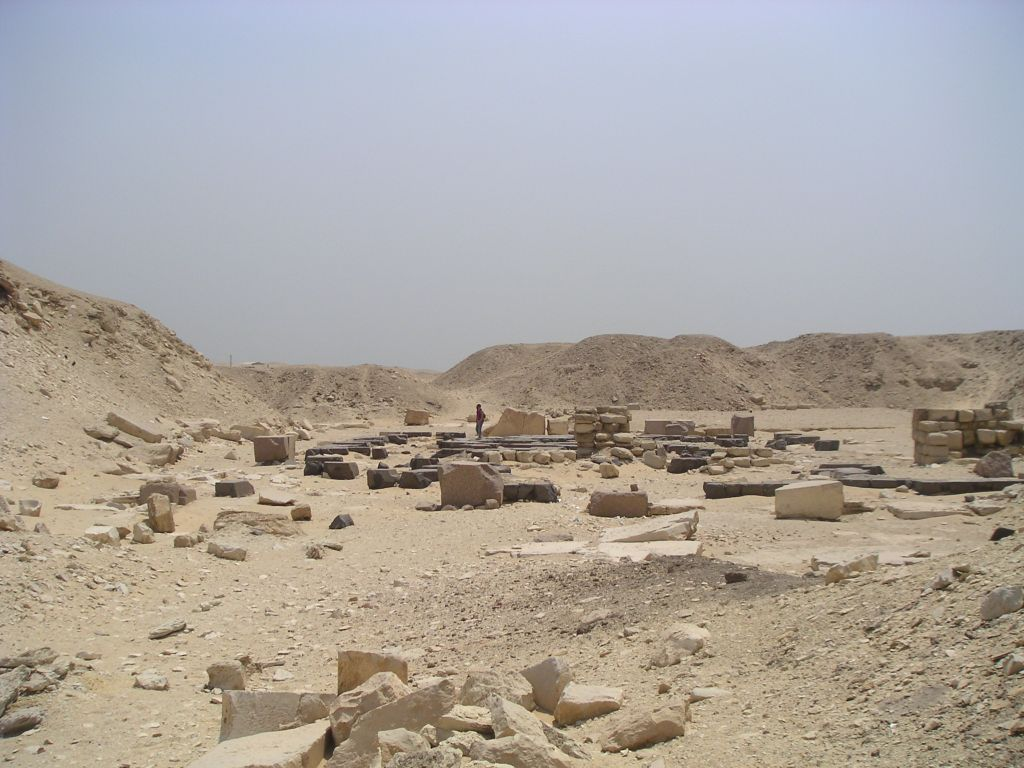
Руины заупокойного храма.
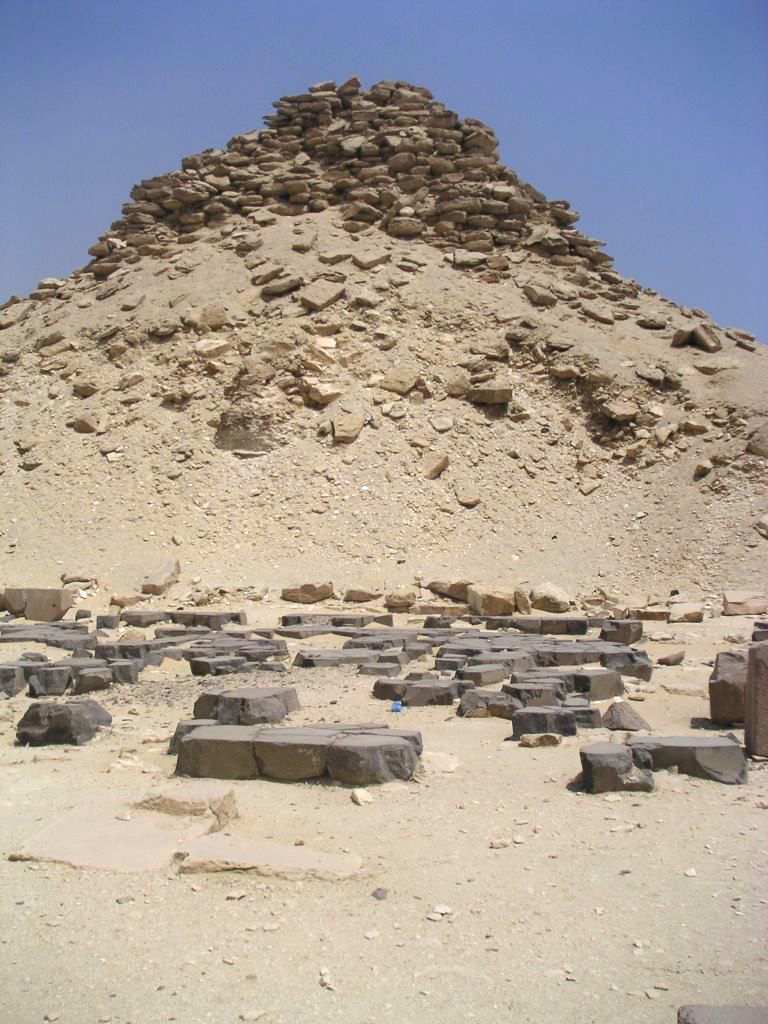
Развалины заупокойного храма и остатки базальтового пола.
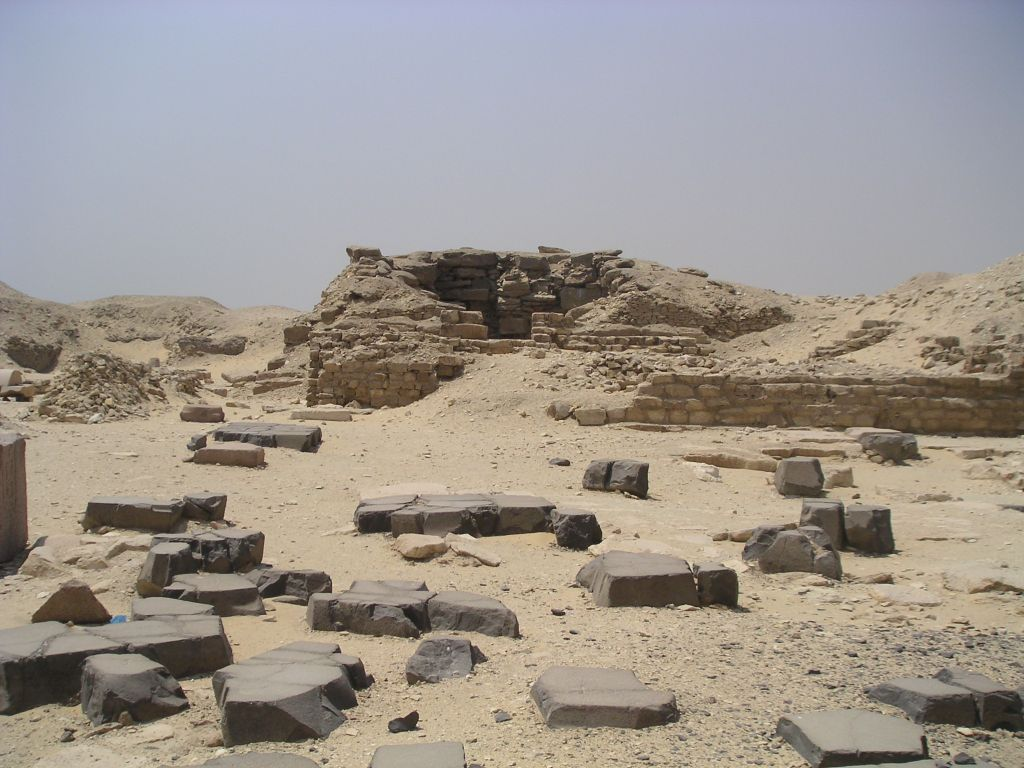
Развалины пирамиды Неферхетепес.
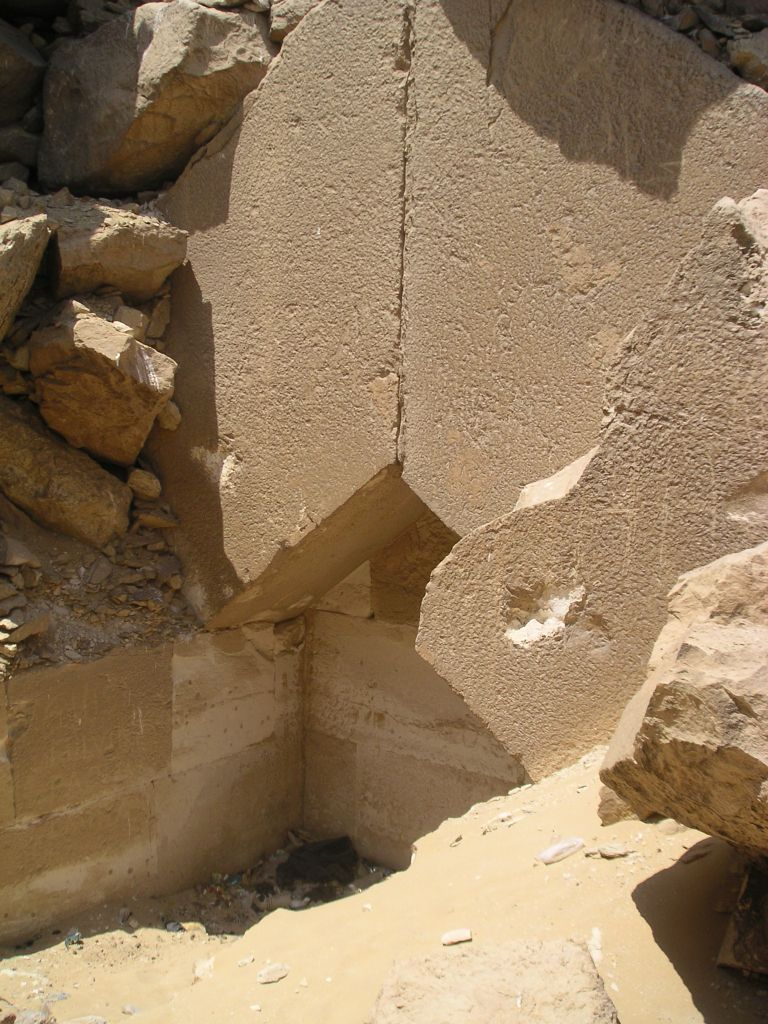
Остатки погребальной комнаты фараона.
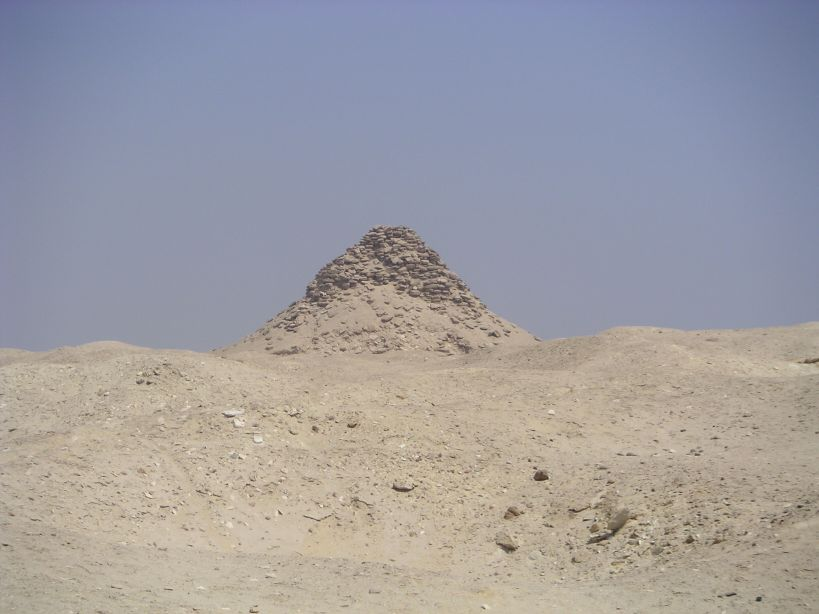
Вид пирамиды Усеркафа из пустыни.
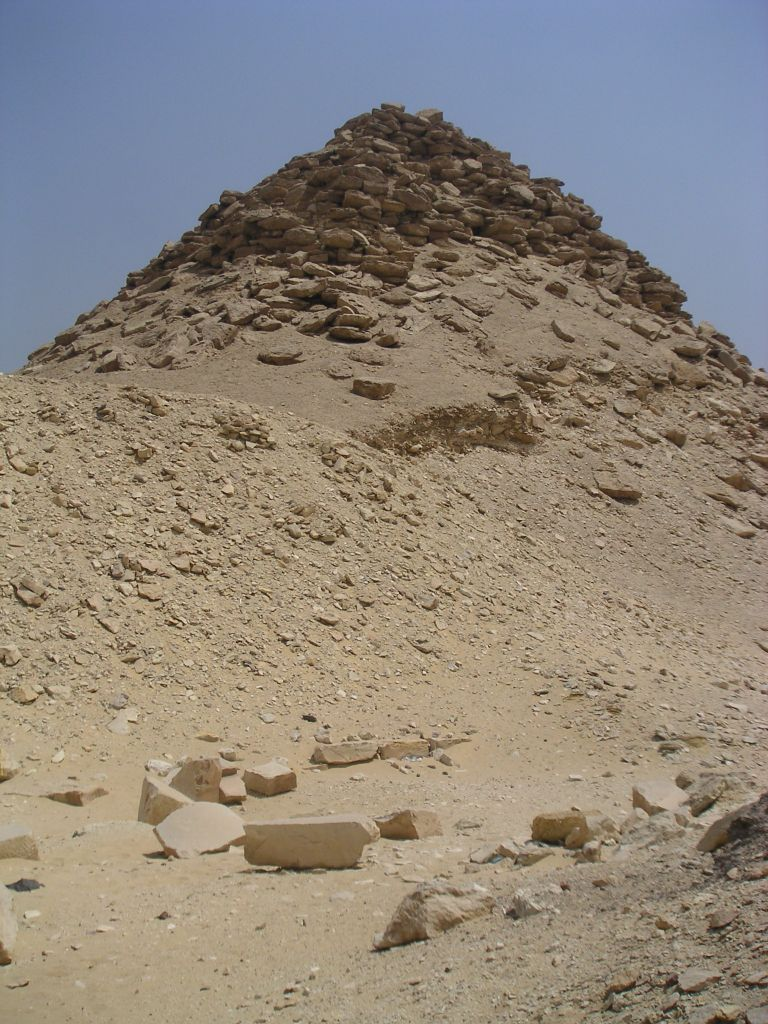
Вид пирамиды с юго-западной стороны.
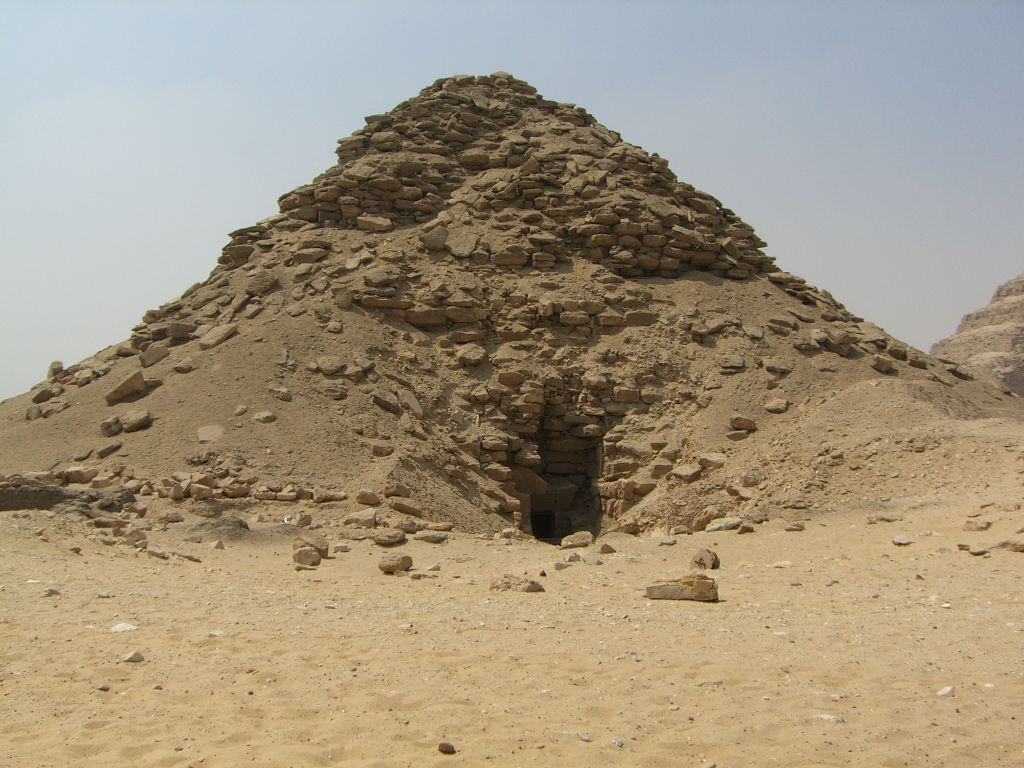
Вид северной стороны пирамиды Усеркафа и вход во внутренние помещения.